# Улмень
Улмень, Улмені (рум. Ulmeni) — місто у повіті Марамуреш в Румунії. Адміністративно місту підпорядковані такі села (дані про населення за 2002 рік):
- Ардузел (913 осіб)
- Віча (377 осіб)
- Келінца (1349 осіб)
- Минеу (1126 осіб)
- Сомеш-Уйляк (875 осіб)
- Тохат (255 осіб)
- Цикеу (765 осіб)

Місто розташоване на відстані 400 км на північний захід від Бухареста, 30 км на південний захід від Бая-Маре, 79 км на північ від Клуж-Напоки.

## Населення
За даними перепису населення 2002 року у місті проживали 7153 особи.
Національний склад населення міста:
| Національність | Кількість осіб | Відсоток |
| -------------- | -------------- | -------- |
| румуни         | 4215           | 58,9%    |
| угорці         | 1812           | 25,3%    |
| цигани         | 1113           | 15,6%    |
| українці       | 11             | 0,2%     |
| німці          | 1              | < 0,1%   |
| словаки        | 1              | < 0,1%   |

Рідною мовою назвали:
| Мова       | Кількість осіб | Відсоток |
| ---------- | -------------- | -------- |
| румунська  | 5320           | 74,4%    |
| угорська   | 1805           | 25,2%    |
| циганська  | 15             | 0,2%     |
| українська | 10             | 0,1%     |
| німецька   | 2              | < 0,1%   |
| словацька  | 1              | < 0,1%   |

Склад населення міста за віросповіданням:
| Релігія                                       | Кількість осіб | Відсоток |
| --------------------------------------------- | -------------- | -------- |
| православні                                   | 4972           | 69,5%    |
| реформати                                     | 1661           | 23,2%    |
| п'ятдесятники                                 | 288            | 4,0%     |
| греко-католики                                | 70             | 1,0%     |
| римо-католики                                 | 39             | 0,5%     |
| баптисти                                      | 15             | 0,2%     |
| адвентисти                                    | 5              | 0,1%     |
| лютерани                                      | 4              | 0,1%     |
| не релігійні                                  | 4              | 0,1%     |
| лютерани (Синодально-пресвітеріанська церква) | 2              | < 0,1%   |
| унітарії                                      | 1              | < 0,1%   |
| бретрени                                      | 1              | < 0,1%   |
| не вказали релігію                            | 1              | < 0,1%   |

## Галерея

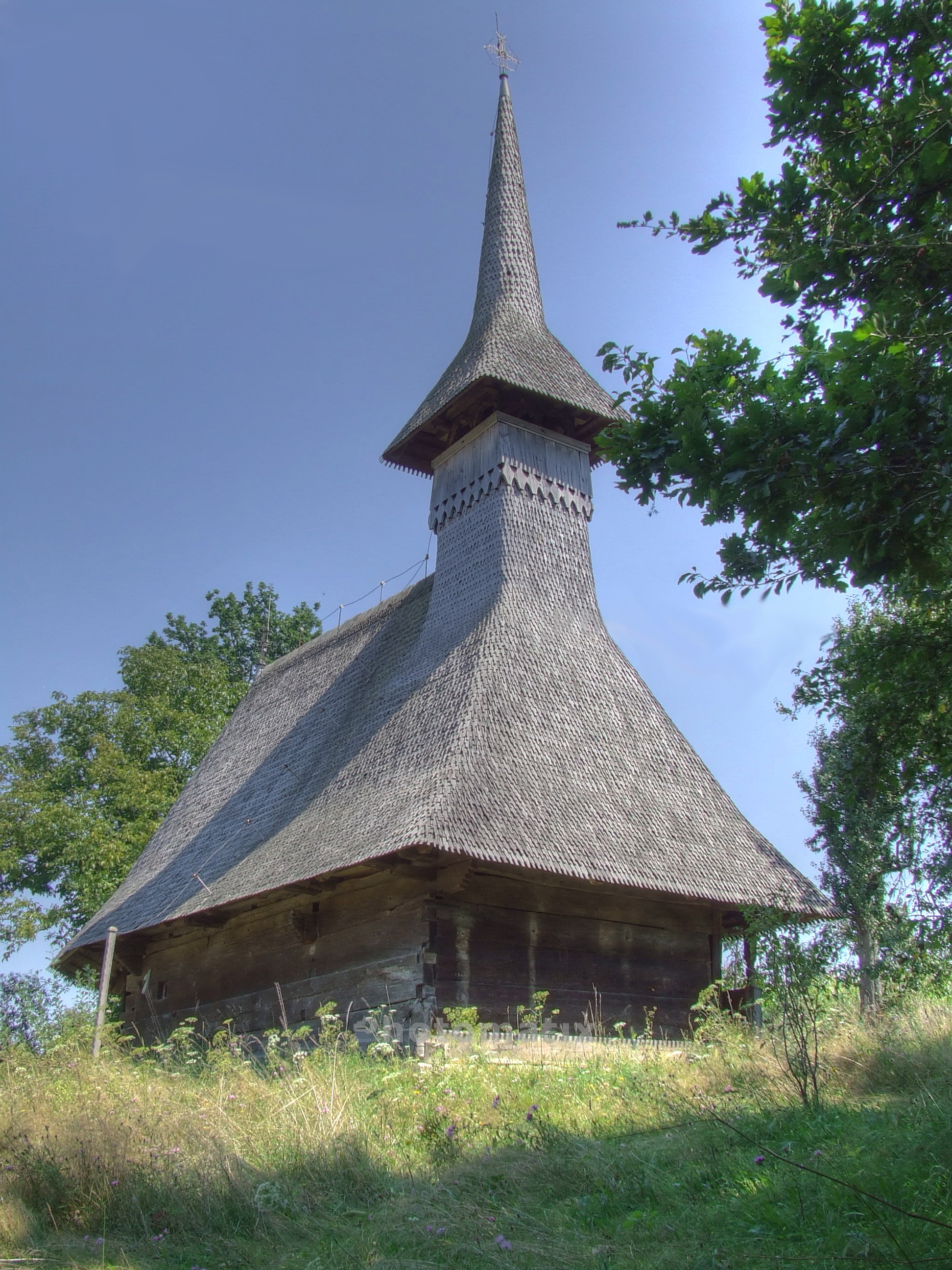
Дерев'яна церква в Ардузелі
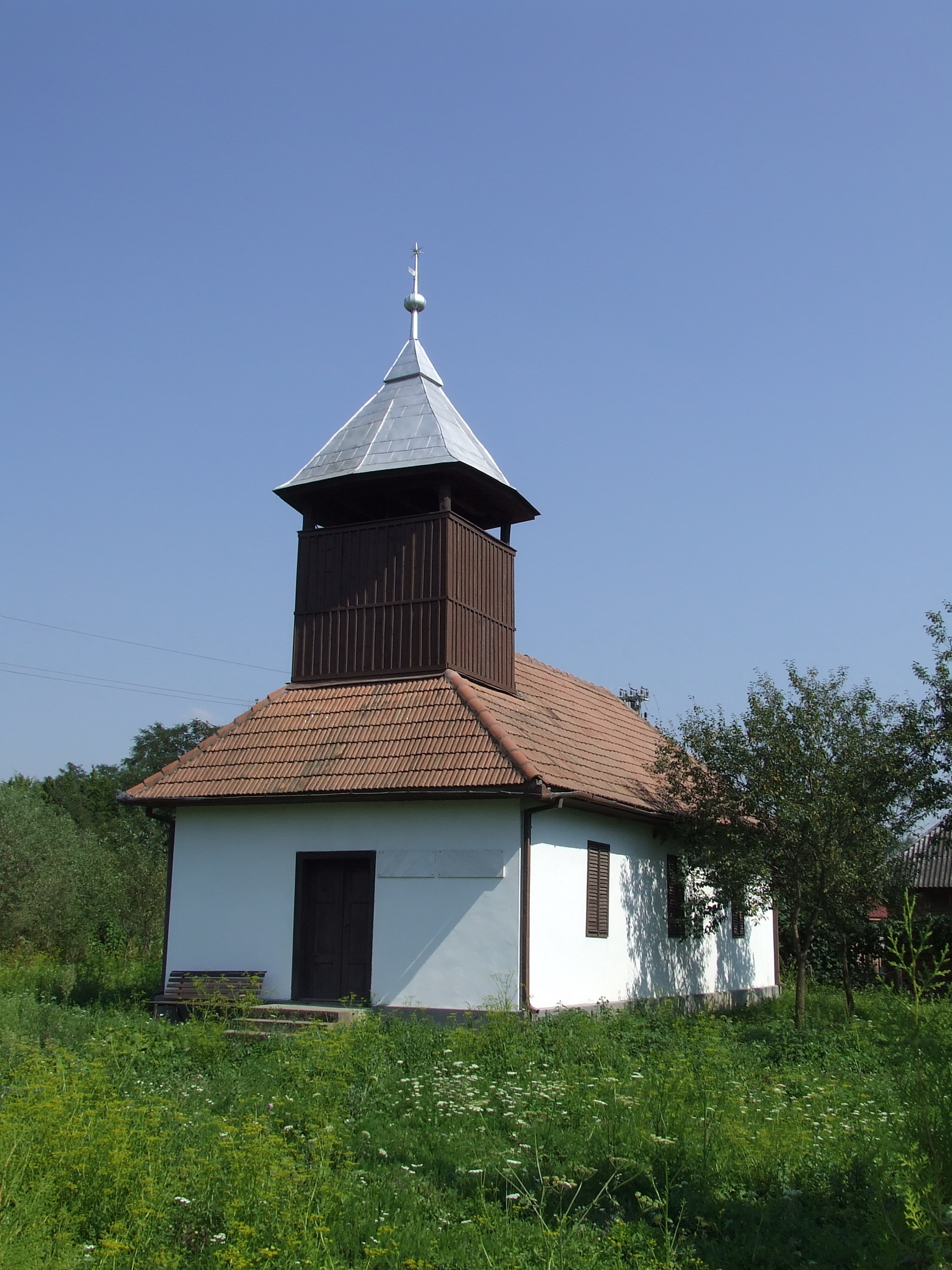
Дерев'яна церква в Сомеш-Уйляк
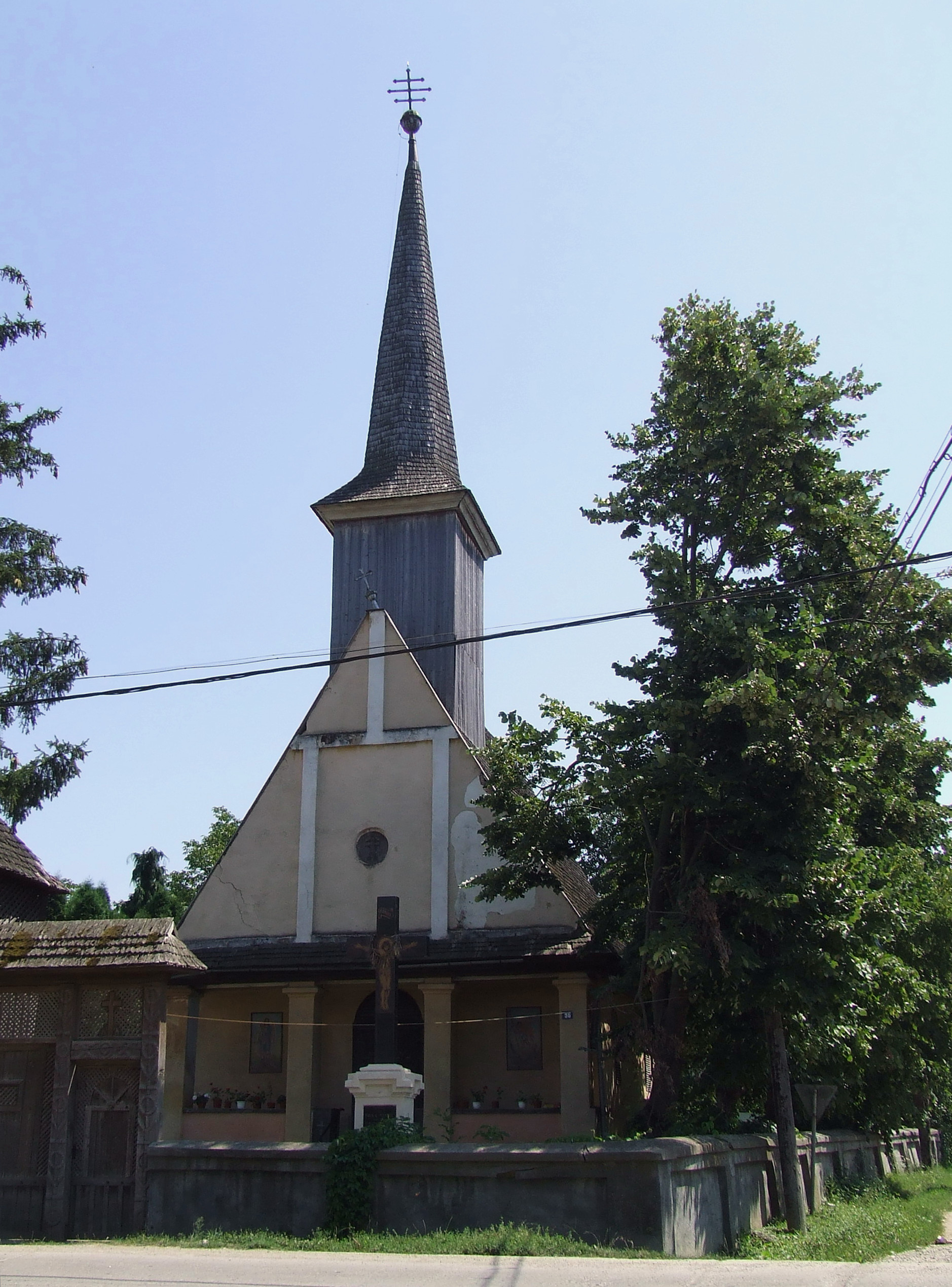
Дерев'яна церква в Улмені

## Зовнішні посилання
- Дані про місто Улмень на сайті Ghidul Primăriilor